# 중국단풍

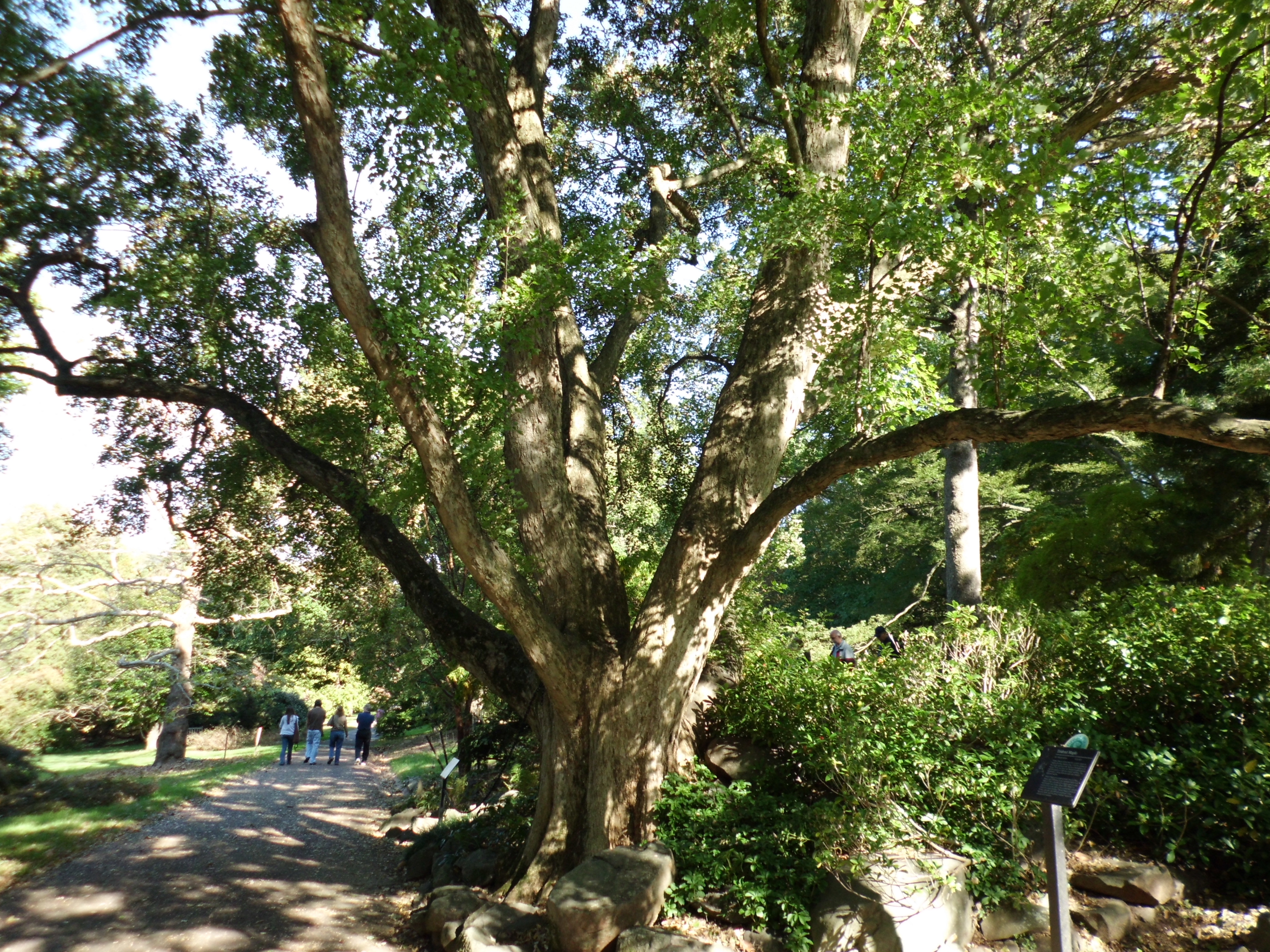

중국단풍나무(Acer buergerianum)는 중국이 원산지이며 관상용으로 심는다. 한반도 각처의 산지에 흔히 나는 낙엽교목으로 높이 8~12m이다. 잎은 손바닥 모양이고 밑 부분이 둥글며 가장자리가 거의 밋밋하고 끝이 3개로 갈라지며 갈라진 조각은 3각형으로 갈라진 조각 사이의 간격은 약 120도이다. 어린 잎은 연한 붉은 색이었다가 시간이 지나면 초록색으로 변한다. 성장한 잎의 표면은 짙은 녹색이고 광택이 있으며, 뒷면은 연한 녹색 또는 잿빛이 도는 흰색을 띠고, 잎 밑 부분에서 3개의 맥이 발달하며, 잎자루는 잎과 길이가 비슷하다.
4월 초에 잎눈이 관찰되기 시작하고 4월 말에 연한 황색의 꽃이 피며 가지 끝에 산방꽃차례를 이루며 달린다. 꽃받침조각과 꽃잎은 5개이고, 수술은 8개이다. 5월 중순에는 열매가 열리고 낙엽이 생길 때까지 달려 있는 경우도 있다. 열매는 시과이고 길이가 2∼2.5cm이며 털이 없고 날개가 서로 평행하거나 예각으로 벌어진다.
잎사귀의 가로와 세로 마디의 성장을 관찰해보면 가로부분과 세로부분은 2번의 성장 정체기를 거치며 마디의 경우는 정체기 없이 일정한 비율로 자라다가 10cm정도 되면 성장이 멈춘다. 잎의 분포는 가지의 분포와 닮고 가지의 분포는 나무의 몸체와 비슷한 프랙탈의 형태를 보이며 성장한다.